# Hewitt (Minnesota)
Hewitt – miasto w Stanach Zjednoczonych, w stanie Minnesota, w hrabstwie Todd.